# World Warped III Live
World Warped III Live es el quinto recopilatorio del Vans Warped Tour. SideOneDummy Records vuelve a distribuir este recopilatorio. Esta vez reúne en el disco las mejores actuaciones en vivo de la edición del año 2000.

## Listado de canciones
1. Dropkick Murphys - Barroom Hero
2. Unwritten Law - Lonesome
3. No Use For A Name - Straight From The Jacket
4. Less Than Jake - Liquor Store
5. 7 Seconds - Sooner Or Later
6. Mighty Mighty Bosstones - I'll Drink To That
7. NOFX - Please Play This Song On The Radio
8. Long Beach Dub Allstars - My Own Life
9. Hot Water Music - Better Sense
10. Gob - Custer's Last 1 Nite Stand
11. Pennywise - Rules Made Up By You
12. The Amazing Crowns - Baby's Out On Bail
13. Green day - platypus o hate you
14. MxPx - Tomorrow's Another Day
15. Lit - No Big Thing
16. Royal Crown Revue - Walkin' Like Brando
17. Supersuckers - Cowboy Song
18. Papa Roach - Dead Cell
19. H2O - Faster Than The World
20. blink-182 - Dammit
21. The Line - D-Term Nation
22. Flogging Molly - Every Dog Has It's Day
23. One Man Army - All Your Friends
24. Lunachicks - Throwin It Away
25. Bad Religion - Hear It
26. Anti-Flag - New Kind Of Army

- Datos: Q4020966